# Universitat de Utah
La Universitat de Utah (University of Utah també dita com The U, the U of U o Utah) és una universitat de recerca en coeducació i publica, que té la seu a Salt Lake City, Utah, Estats Units.
És la universitat bandera (flagship university) de l'estat de Utah i ofereix més de 100 undergraduate majors i més de 90 programes graduate degree. Els estudis de graduació incloune el S.J. Quinney College of Law i l'Escola de Medicina. Per al 2011, hi havia 23.371 estudiants ‘'undergraduate i 7.448 estudiants ‘'postgraduate, per un total d'alumnes de 30.819; amb un 84% que provenien de Utah i un 6% provinents de l'estranger. Un 10% dels estudiants viuen al campus.
Els equips atlètics universitaris, els Utes, participen en la NCAA Division I (FBS pel football) com a membres de la Pacific-12 Conference.
Aquesta universitat es va fundar l'any 1850 com University of Deseret per l'Assemble general del provisional State of Deseret, Va rebre el seu nom actual el 1892, i es traslladà on és ara el 1900.

## Organització
Aquesta universitat és part del Utah System of Higher Education. Cap a 2009, la universitat ingressà 668 milions de dólars. The primary colleges at the university are:
| - College d'Arquitectura i planificació - College of Dentistry - College of Education - College d'Enginyeria - College of Fine Arts - College of Health - College of Humanities - College of Mines & Earth Sciences - College of Nursing |  | - College of Pharmacy - College of Science - College of Social & Behavioral Science - College of Social Work - David Eccles School of Business - S.J. Quinney College of Law - School of Medicine |